# Wenchang
Wenchang  léase Uén-Cháng (en chino: 文昌市, pinyin: Wénchāng shì) es una ciudad-subprefectura bajo la administración directa de la provincia de Hainan. Se ubica al oeste de las costa del mar de la China Meridional, sur de la República Popular China. Su área es de 2400 km² y su población es de 558 000 (2010). Fue ascendida de condado a ciudad el 7 de noviembre de 1995.
El código posta es el 571300 y el de área 0898.

## Administración
La ciudad-subprefectura de Wenchang se divide en 17 poblados:
Zhòng xìng, pénglái, huì wén, dōng lù, tán niú, dōng gé, wénjiào, dōng jiāo, lóng lóu, chāng sǎ, wēng tián, bào luō, féng pō, Jǐn shān, pù qián y gōng pō.

## Centro espacial
El Centro espacial de Wencháng (文昌卫星发射中心) era un centro de pruebas espacial.

## Gastronomía
Es Pollo de Wenchang un plato conocido en toda la provincia de Háinan. Aunque hay muchas variedades de este plato, normalmente se hierven y luego se corta en pedazos. Luego se come por inmersión de las piezas en una mezcla de especias como el jengibre picado y sal. La piel del pollo suele ser de color amarillo, con aspecto aceitoso, a pesar de que la carne es un poco seca y tiene más textura que pollos de batería. Este plato es muy popular también en Hong Kong, Taiwán y algunos países del Sudeste Asiático.

## Clima
| Parámetros climáticos promedio de Wenchang (1971-2000) | Parámetros climáticos promedio de Wenchang (1971-2000) | Parámetros climáticos promedio de Wenchang (1971-2000) | Parámetros climáticos promedio de Wenchang (1971-2000) | Parámetros climáticos promedio de Wenchang (1971-2000) | Parámetros climáticos promedio de Wenchang (1971-2000) | Parámetros climáticos promedio de Wenchang (1971-2000) | Parámetros climáticos promedio de Wenchang (1971-2000) | Parámetros climáticos promedio de Wenchang (1971-2000) | Parámetros climáticos promedio de Wenchang (1971-2000) | Parámetros climáticos promedio de Wenchang (1971-2000) | Parámetros climáticos promedio de Wenchang (1971-2000) | Parámetros climáticos promedio de Wenchang (1971-2000) | Parámetros climáticos promedio de Wenchang (1971-2000) |
| Mes                                                    | Ene.                                                   | Feb.                                                   | Mar.                                                   | Abr.                                                   | May.                                                   | Jun.                                                   | Jul.                                                   | Ago.                                                   | Sep.                                                   | Oct.                                                   | Nov.                                                   | Dic.                                                   | Anual                                                  |
| ------------------------------------------------------ | ------------------------------------------------------ | ------------------------------------------------------ | ------------------------------------------------------ | ------------------------------------------------------ | ------------------------------------------------------ | ------------------------------------------------------ | ------------------------------------------------------ | ------------------------------------------------------ | ------------------------------------------------------ | ------------------------------------------------------ | ------------------------------------------------------ | ------------------------------------------------------ | ------------------------------------------------------ |
| Temp. máx. media (°C)                                  | 22.7                                                   | 23.8                                                   | 26.8                                                   | 29.8                                                   | 32.1                                                   | 32.7                                                   | 33.0                                                   | 32.6                                                   | 31.1                                                   | 28.8                                                   | 25.9                                                   | 23.2                                                   | 28.5                                                   |
| Temp. media (°C)                                       | 18.5                                                   | 19.7                                                   | 22.6                                                   | 25.5                                                   | 27.4                                                   | 28.3                                                   | 28.4                                                   | 27.8                                                   | 26.8                                                   | 25.0                                                   | 22.1                                                   | 19.2                                                   | 24.3                                                   |
| Temp. mín. media (°C)                                  | 15.8                                                   | 17.1                                                   | 19.8                                                   | 22.7                                                   | 24.3                                                   | 25.3                                                   | 25.2                                                   | 24.7                                                   | 24.0                                                   | 22.4                                                   | 19.4                                                   | 16.5                                                   | 21.4                                                   |
| Lluvias (mm)                                           | 31.4                                                   | 43.5                                                   | 47.5                                                   | 125.4                                                  | 215.4                                                  | 196.5                                                  | 178.8                                                  | 280.4                                                  | 367.6                                                  | 345.7                                                  | 159.6                                                  | 68.2                                                   | 2060.0                                                 |
| Días de lluvias (≥ 0.1 mm)                             | 10.6                                                   | 11.1                                                   | 10.1                                                   | 12.1                                                   | 15.0                                                   | 14.6                                                   | 12.9                                                   | 17.9                                                   | 17.5                                                   | 16.5                                                   | 13.4                                                   | 10.8                                                   | 162.5                                                  |
| Horas de sol                                           | 116.3                                                  | 101.6                                                  | 150.3                                                  | 181.4                                                  | 219.3                                                  | 225.3                                                  | 251.4                                                  | 215.4                                                  | 179.8                                                  | 162.5                                                  | 121.1                                                  | 112.2                                                  | 2036.6                                                 |
| Humedad relativa (%)                                   | 87                                                     | 88                                                     | 87                                                     | 86                                                     | 85                                                     | 84                                                     | 84                                                     | 86                                                     | 87                                                     | 86                                                     | 85                                                     | 84                                                     | 85.8                                                   |
| Fuente: China Meteorological Administration            |                                                        |                                                        |                                                        |                                                        |                                                        |                                                        |                                                        |                                                        |                                                        |                                                        |                                                        |                                                        |                                                        |

- Datos: Q997767
- Multimedia: Wenchang / Q997767

1. ↑  «郵遞區號查詢 - 郵編庫» [Consulta de código postal]. tw.youbianku.com (en chino). 2005. Consultado el 25 de enero de 2018.